# Wang Yang (tafeltennisser, 1990)
Wang Yang (Anhui, 24 september 1990) is een Slowaaks professioneel tafeltennisser. Hij speelt rechtshandig met de shakehandgreep. Wang is zijn achternaam.
Hij nam namens zijn land deel aan de Olympische Zomerspelen van 2016 en 2020 maar won geen medailles.